# 유진표
유진표는 대한민국의 가수이다.
광운대학교 실용음악과를 졸업했으며, 노래 "천년지기"로 유명한 가수이다.

## 대표곡
천년지기 = 2008년
당신하나만을 = 2017년